# Air Commodore

Rangschlaufe des Air Commodore

Der Air Commodore (Air Cdre) ist ein Dienstgrad in der Royal Air Force. Er kommt auch in den Luftwaffen anderer Staaten vor, die in ihrem Dienstgradsystem durch das britische System beeinflusst wurden. So gibt es diesen Dienstgrad in der Indian Air Force, der Royal Australian Air Force, der Royal New Zealand Air Force, in der Pakistan Air Force sowie in der Koninklijke Luchtmacht.
Der Dienstgrad eines Air Commodore entspricht einem Brigadegeneral der Landstreitkräfte und ist damit nach deutschem Verständnis der unterste Generalsrang.
Im britischen Verständnis, welches den Rang aus dem Marinedienstgrad Commodore ableitet, ist der Air Commodore dagegen noch kein tatsächlicher Generalsdienstgrad. Die eigentlichen Generalsdienstgrade beginnen nach britischer Tradition beim Air Vice-Marshal. Darüber rangieren in der Royal Air Force der Air Marshal und der Air Chief Marshal.